# Euchorthippus zuojianus
Euchorthippus zuojianus är en insektsart som beskrevs av Zhang, Fengling och Bingzhong Ren 1993. Euchorthippus zuojianus ingår i släktet Euchorthippus och familjen gräshoppor. Inga underarter finns listade i Catalogue of Life.